# Estigmene takanoi
Estigmene takanoi är en fjärilsart som beskrevs av Jinhaku Sonan 1934. Estigmene takanoi ingår i släktet Estigmene och familjen björnspinnare. Inga underarter finns listade i Catalogue of Life.